# آمارنامه دارویی
آمارنامه دارویی مجموعه‌ای از اطلاعات فروش داروها است که توسط سازمان غذا و دارو و با جمع‌بندی اطلاعات ارسالی شرکت‌های پخش، تهیه و منتشر می‌شود. منابع آمارنامه دارویی ایران در طول زمان متغیر بوده است. این منابع از اطلاعات ارائه شده دستی توسط تولیدکنندگان و توزیع‌کنندگان دارو در سال‌های اولیه شروع شده و امروز به داده‌های سامانه رهگیری و ردیابی و کنترل اصالت فرآورده‌های سلامت محور (TTAC) رسیده است. تهیه و عرضه این آمار از سال 1363 شروع شده و تا به امروز ادامه داشته است. آمارنامه‌های دارویی که تاکنون منتشر شده‌اند، عاری از اشتباه نبوده و این موضوع همیشه یکی از دغدغه‌های فعالان صنعت دارو بوده است.
سازمان غذا و دارو (معاونت غذا و داروی وزارت بهداشت) علاوه بر نظارت بر کیفیت فراورده‌های موجود در بازار دارویی ایران، رسالت برنامه‌ریزی برای وجود مستمر این فراورده‌ها در بازار دارویی را نیز عهده‌دار است، که این امر توسط اداره برنامه‌ریزی با هماهنگی و همکاری دیگر ادارات تابعه انجام می‌گیرد. سازمان غذا و دارو مسئول تأمین (تولید / واردات) فراورده‌های دارویی نیست بلکه با ایجاد بانک‌های اطلاعاتی و انجام هماهنگی بین بخش‌های مختلف تأمین‌کننده (شرکت‌های واردکننده، تولیدکننده و پخش‌های دارویی) و نظارتی (اداره کل نظارت بر امور دارو و سایر ادارات تابعه) در راستای تنظیم بازار دارویی فعالیت می‌نماید. از سال ۱۳۸۲ که برنامه‌ریزی تولید و واردات مطابق ضوابط و مقررات موجود به شرکت‌ها و صنایع واگذار گردید آنها می‌توانند در فضایی رقابتی به فعالیت بپردازند و رسالت اداره کل دارو که از طریق اداره برنامه‌ریزی اجرا می‌گردد هدایت این بازار رقابتی به سمت تأمین کلیهٔ اقلام دارویی موجود در فهرست دارویی ایران در سراسر کشور و با قیمت مناسب برای تأمین‌کننده و مصرف‌کننده است.
برای کمک به برنامه‌ریزی مناسب از سود تأمین‌کنندگان، سازمان غذا و دارو، آمار واردات، تولید و فروش تمامی اقلام دارویی را جمع‌آوری و به صورت آمارنامهٔ دارویی در اختیار متقاضیان قرار می‌دهد. سازمان غذا و دارو به صورت مداوم وضعیت اقلام دارویی را پایش نموده و در صورت عدم کفایت تولید داخل برای تأمین بازار سعی در جبران کمبود واردات توسط نمایندگی‌ها و در نهایت توسط شرکت‌های تک نسخه‌ای خواهد نمود.